# Cricetulus alticola
Cricetulus alticola é uma espécie de roedor da família Cricetidae.
Pode ser encontrada nos seguintes países: China, Índia e Nepal.